# Thorectes balearicus
Thorectes balearicus är en skalbaggsart som beskrevs av Lopez Colon 1984. Thorectes balearicus ingår i släktet Thorectes och familjen tordyvlar. Inga underarter finns listade i Catalogue of Life.